# Christian Wilhelm Berger
Christian Wilhelm Berger (født 13. juni 1964 i Bukarest, Rumænien) er en rumænsk komponist, organist, lærer og foredragsholder.
Berger studerede først klaver på George Enescu Music School (1970-1982), herefter studerede han komposition på Musikkonservatoriet i Bukarest hos Aurel Stroe og Tiberiu Olah fra (1983-1987), og senere på Gheorghe Dima Music Akademiet i Cluj-Napoca hos Cornel Taranu (1994). Han studerede orgel privat hos forskellige lærere. Berger har skrevet 4 symfonier, orkesterværker, kammermusik, 3 strygekvartetter, koncertmusik og orgelstykker etc. Han underviser som lærer i orkestrering og musikanalyse på National Music University i Bukarest, og er leder af kompositions afdelingen.

## Udvalgte værker
- Symfoni nr. 1 (1987) - for orgel og orkester
- Symfoni nr. 2 (1989) - for orkester
- Symfoni nr. 3 (1990) - for orkester
- Symfoni nr. 4 (1993) - for orkester
- 3 Strygekvartetter (1986, 1987, 1988)
- Koncert (1987) - for solo orgel